# Lophocampa
Lophocampa és un gènere de papallones nocturnes de la subfamília Arctiinae i la família Erebidae.

## Espècies[2]
- Lophocampa aenone (Butler, 1878)
- Lophocampa affinis (Rothschild, 1909)
- Lophocampa agassizii  Packard 1864
- Lophocampa albescens (Rothschild, 1909)
- Lophocampa albiguttata Boisduval, 1870
- Lophocampa albipennis (Hampson, 1904)
- Lophocampa albitegula Vincent, 2011
- Lophocampa alni  Edwards 1877
- Lophocampa alsus (Cramer, [1777])
- Lophocampa alternata (Grote, 1867)
- Lophocampa amaxiaeformis (Rothschild, 1910)
- Lophocampa andensis Schaus, 1896
- Lophocampa androlepia  Rothschild 1910
- Lophocampa angulifera  Walker 1866
- Lophocampa annulifascia  Walker 1855
- Lophocampa annulosa (Walker, 1855)
- Lophocampa argentata (Packard, 1864)
- Lophocampa arpi (Dognin, 1923)
- Lophocampa atomosa (Walker, 1855)
- Lophocampa atriceps (Hampson, 1901)
- Lophocampa atrimaculata (Hampson, 1901)
- Lophocampa bicolor Walker, 1855
- Lophocampa binominata  Strand 1919
- Lophocampa brasilibia  Strand 1919
- Lophocampa brunnescens  Rothschild 1909
- Lophocampa buchwaldi  Rothschild 1910
- Lophocampa californica  Walker 1865
- Lophocampa carrye  Rothschild 1910
- Lophocampa caryae Harris, 1841
- Lophocampa catenulata (Hübner, [1812])
- Lophocampa caterulata Rothschild 1910
- Lophocampa cibriani Beutelspacher 1986
- Lophocampa cinnamomea Boisduval 1869
- Lophocampa citrina (Sepp, [1843])
- Lophocampa citrinula (Bryk, 1953)
- Lophocampa debilis (Schaus, 1920)
- Lophocampa dinora (Schaus, 1924)
- Lophocampa distincta (Rothschild, 1909)
- Lophocampa dognini (Rothschild, 1910)
- Lophocampa endolobata (Hampson, 1901)
- Lophocampa endrolepia (Dognin, 1908)
- Lophocampa eureka  Dyar 1904
- Lophocampa fasciata (Rothschild, 1909)
- Lophocampa flavescens  Rothschild 1909
- Lophocampa fulvoflava  Walker 1855
- Lophocampa grotei (Schaus, 1904)
- Lophocampa guttifera  Herrich-Schäffer 1855
- Lophocampa herbini Vincent & Laguerre, 2013
- Lophocampa hyalinipuncta (Rothschild, 1909)
- Lophocampa indistincta (Barnes & McDunnough, 1910)
- Lophocampa ingens (H. Edwards, 1881)
- Lophocampa labaca (Druce, 1890)
- Lophocampa laroipa (Druce, 1893)
- Lophocampa longipennis (Dognin, 1908)
- Lophocampa luxa (Grote, [1866])
- Lophocampa maculata Harris, 1841
- Lophocampa major  Rothschild 1910
- Lophocampa margana Rothschild 1910
- Lophocampa margona (Schaus, 1896)
- Lophocampa maroniensis (Schaus, 1905)
- Lophocampa mendax  Möschler 1886
- Lophocampa meridionalis  Rothschild 1910
- Lophocampa mixta (Neumoegen, 1882)
- Lophocampa modesta Kirby, 1892
- Lophocampa montana (Schaus, 1911)
- Lophocampa nimbifacta (Dyar, 1912)
- Lophocampa niveigutta (Walker, 1856)
- Lophocampa obsolescens  Rothschild 1910
- Lophocampa occidentalis  French 1890
- Lophocampa ochreata  Reich 1935
- Lophocampa pallida  Rothschild 1910
- Lophocampa parva  Rothschild 1909
- Lophocampa pectina (Schaus, 1896)
- Lophocampa petulans (Dognin, 1923)
- Lophocampa philina  Schaus 1933
- Lophocampa porphyrea  Herrich-Schäffer 1855
- Lophocampa problematica (Reich, 1934)
- Lophocampa propinqua (H. Edwards, 1884)
- Lophocampa pseudocarye  Rothschild 1909
- Lophocampa pseudomaculata (Rothschild, 1910)
- Lophocampa pura (Neumoegen, 1882)
- Lophocampa romoloa (Schaus, 1933)
- Lophocampa ronda (Jones, 1908)
- Lophocampa roseata (Walker, 1868)
- Lophocampa russus (Rothschild, 1909)
- Lophocampa salicis  Boisduval 1869
- Lophocampa sanguivenosa  Neumoegen 1892
- Lophocampa scapularis  Stretch 1885
- Lophocampa scripta (Grote, 1867)
- Lophocampa seruba (Herrich-Schäffer, [1855])
- Lophocampa sesia (Sepp, [1852])
- Lophocampa significans (H. Edwards, 1888)
- Lophocampa sobrina (Stretch, 1872)
- Lophocampa sobrinella  Strand 1919
- Lophocampa sobrinoides (Rothschild, 1910)
- Lophocampa subalpina  French 1890
- Lophocampa subannula (Schaus, 1911)
- Lophocampa subfasciata (Rothschild, 1910)
- Lophocampa subvitreata (Rothschild, 1922)
- Lophocampa teffeana (Schaus, 1933)
- Lophocampa testacea (Möschler, 1878)
- Lophocampa texana  Rothschild 1909
- Lophocampa texta (Herrich-Schäffer, [1855])
- Lophocampa thyophora (Schaus, 1896)
- Lophocampa tucumana (Rothschild, 1909)
- Lophocampa uniformis  Rothschild 1910
- Lophocampa variegata  Reich 1934
- Lophocampa walkeri  Rothschild 1910

## Galeria

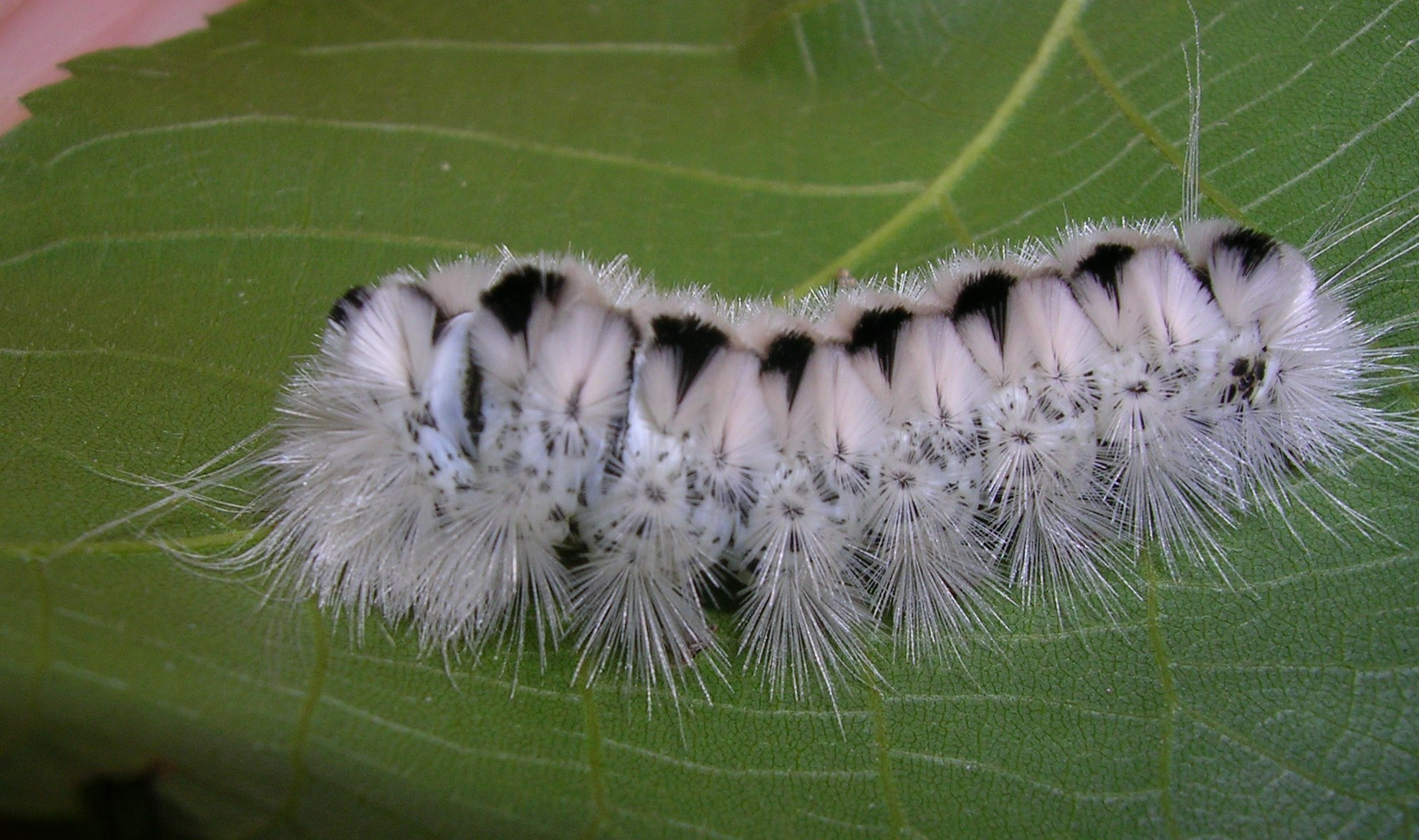
Lophocampa caryae larva
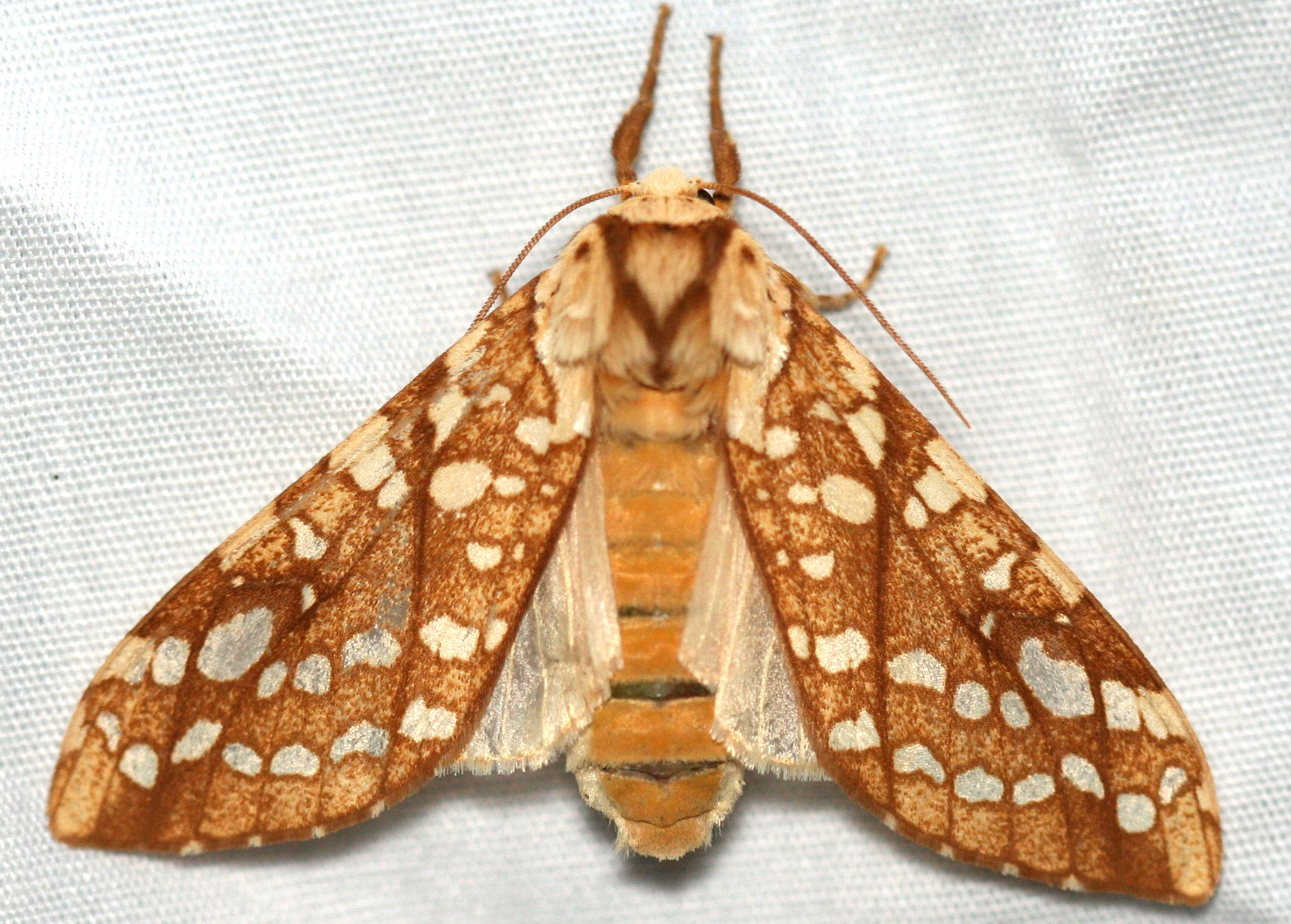
Lophocampa caryae
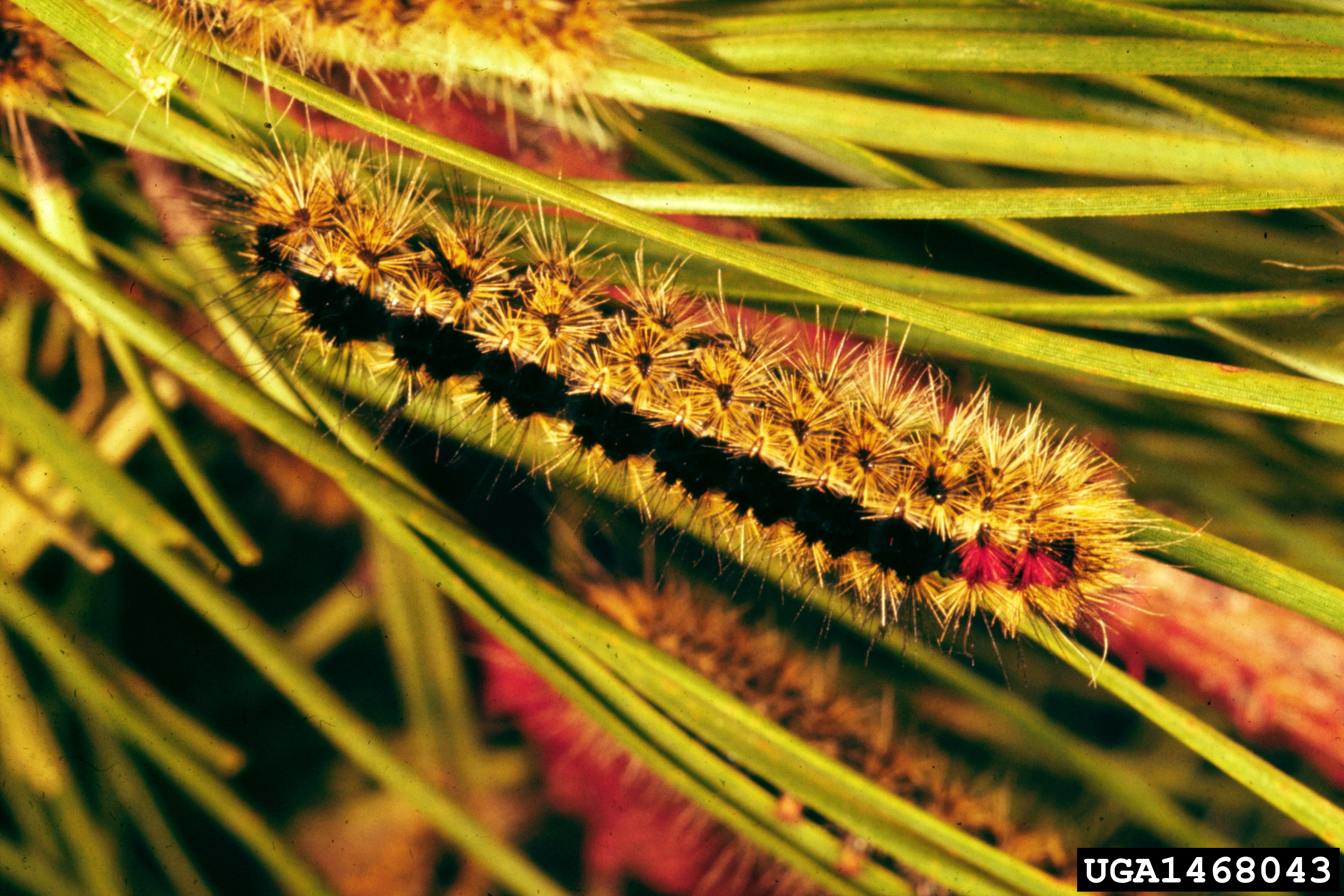
Lophocampa ingens larva
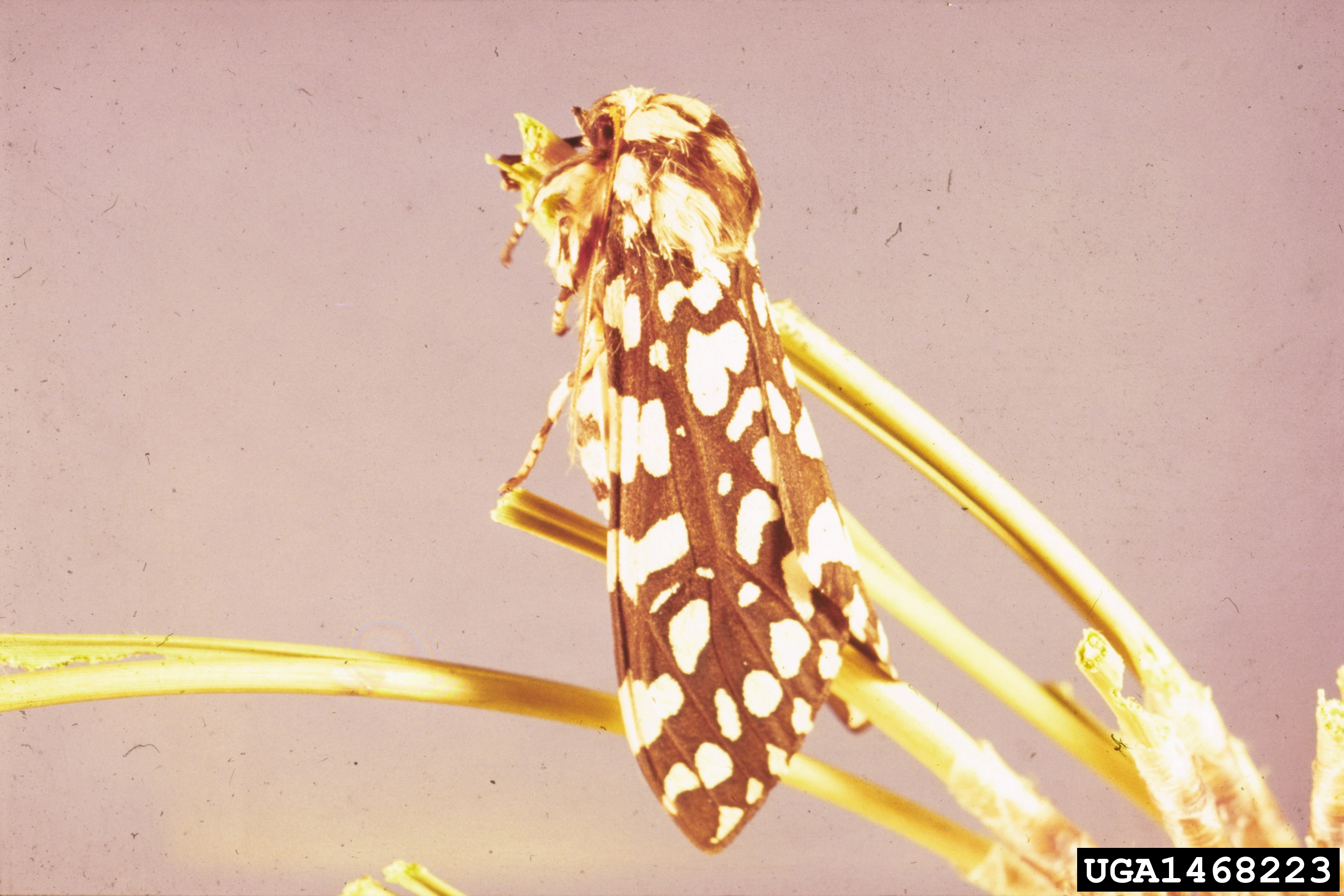
Lophocampa ingens